# Eliaszówka (potok)
Eliaszówka (słow. Eliašovka) – potok na Słowacji, lewy dopływ potoku Hranična. Ma źródła na południowo-wschodnich stokach góry Eliaszówka (1023 m). Spływa doliną położoną między południowo-wschodnim grzbietem Eliaszówki z wzniesieniem Medvedelica a Petríkovym vrchem (932 m). Prawym dopływem jest Ščerbovka. Eliaszówka spływa w południowo-wschodnim kierunku i w centrum miejscowości Granastów (Hraničné) uchodzi do potoku Hranična.
Cały bieg Eliaszówki i cała jej zlewnia znajduje się w obrębie Gór Lubowelskich, które według polskiej regionalizacji należą do Pogórza Popradzkiego.